# Helena de Sousa
Pour les articles homonymes, voir Sousa.
Helena Chidi Cawela de Sousa (née le 7 novembre 1994), est une joueuse angolaise de handball évoluant au poste de gardienne de but au Saint-Amand Handball ainsi qu'en équipe d'Angola féminine de handball.

## Carrière
Helena de Sousa dispute le Championnat du monde jeunes féminin de handball en 2014 en Croatie ; l'Angola termine 20e sur 24 équipes. Elle remporte les Jeux africains de 2019 et participe au Championnat du monde féminin de handball 2019, terminant à la 15e place.
Elle fait partie de la sélection angolaise remportant le Championnat d'Afrique des nations féminin de handball 2018 à Brazzaville, le Championnat d'Afrique des nations féminin de handball 2021 à Yaoundé et le Championnat d'Afrique des nations féminin de handball 2022 à Dakar.